# 坂野公治
坂野 公治（ばんの きみはる、1963年3月18日 - ）は、日本の国土交通官僚。海上保安庁第一管区海上保安本部長や、国土交通省交通管制部長、国土交通省近畿運輸局長などを歴任した。

## 人物・経歴
愛知県出身。1981年愛知県立五条高等学校卒業。1985年東京大学法学部卒業、運輸省入省。1989年運輸省中国運輸局企画部地域交通企画課長。1997年運輸省自動車局貸物課補佐官。1999年茨城県警察本部交通部長。2001年国土交通省航空局監理部総務課危機管理室長。2002年国土交通省大臣官房総務課企画官。
2004年国土交通省自動車交通局総務課企画室長。
2005年国土交通省近畿運輸局企画振興部長。2006年国土交通省近畿運輸局企画観光部長。2007年国土交通省航空局管制保安部保安企画課長。2009年海上保安庁総務部人事課長（海上保安官）。2012年国際観光振興機構経営戦略部長。2013年国土交通省航空局総務課長。2014年海上保安庁第一管区海上保安本部長。2016年国土交通省航空局交通管制部長。
2017年国土交通省近畿運輸局長。2018年国土交通省大臣官房付、退官、名古屋鉄道鉄道事業本部計画部付部長。名古屋鉄道執行役員を経て、2020年名古屋鉄道常務執行役員。2022年名古屋鉄道常務執行役員鉄道事業本部副本部長。2023年名古屋鉄道専務執行役員鉄道事業本部副本部長兼安全統括部長。2024年名古屋鉄道取締役専務執行役員鉄道事業本部長。